# Janel Moloney
Janel Wallace Moloney, född 3 oktober 1969 i Woodland Hills i Los Angeles, är en amerikansk skådespelare.
Moloney är mest känd för sin roll som assistenten Donna Moss i TV-serien Vita huset. Hon har även gjort en porträttlik tolkning av Amber Frey i tv-dramat med samma namn.

## Filmografi i urval
- 1993 – Dream Lover
- 1995 – Safe
- 1995 – Wild Bill
- 1997 – 'Til There Was You
- 1998 – Sista utvägen
- 1999–2006 – Vita huset (TV-serie) (150 avsnitt)
- 2002 – Bang Bang You're Dead
- 2005 – Amber Frey: Witness for the Prosecution (TV-film)
- 2007 – Brotherhood (TV-serie) (fem avsnitt)
- 2013 – Concussion
- 2014–2017 – The Leftovers (TV-serie) (16 avsnitt)
- 2017 – American Crime (TV-serie) (fem avsnitt)